# Эсенч, Тевфик
Те́вфик Эсе́нч (тур. Tevfik Esenç; 1904, Хаджи-Осман, Османская империя — 7 октября 1992, Хаджи-Осман, Турция) — последний носитель убыхского языка. Был информантом Жоржа Дюмезиля, Ганса Вогта и Мухадина Кумахова по убыхскому языку. Прототип главного героя романа Баграта Шинкубы «Последний из ушедших».

## Биография
Принадлежал к роду Зэйшъуэ, представители которого в современной Кабардино-Балкарии пишутся как Заифовы.
Воспитывался в селении Хаджи-Осман в Турции своим дедушкой Ибрагимом, который родился в Убыхии и не только прекрасно знал свой родной язык, но и в деталях помнил историю выселения убыхов в Османскую империю. До перехода на гражданскую службу в Стамбул Эсенч был главой администрации родного селения. В Стамбуле у него появилась возможность работать с французским лингвистом Ж. Дюмезилем. Обладая прекрасной памятью и ясностью мышления, Эсенч поведал учёным многое не только о языке, но и о мифологии, культуре и обычаях убыхов. Также свободно владел хакучинским диалектом адыгского (черкесского), турецким.
Ж. Дюмезиль свою итоговую работу по убыхскому языку «Le verbe oubykh» (1975) написал в соавторстве с Тевфиком Эсенчем.
Умер 7 октября 1992 года в возрасте 88 лет.

## Память
На могильной плите Эсенча имеется надпись: «Здесь лежит Тевфик Эсенч, последний убых, обессмертивший убыхский язык, писавший и говоривший на этом языке» (тур. Vubıh dilini ölümsüzlestiren bu dili yazıp konusabilen son Vubıh).
В 1994 году в университете Богазичи была проведена конференция по лингвистике Северо-Западного Кавказа, посвящённая памяти Дюмезиля и Эсенча.